# 本城結実
本城 結実（ほんじょう ゆみ、本名同じ、1987年5月16日 - ）は、日本のタレント、モデル、MC、ナレーター。ミス日芸コンテスト2008 グランプリ受賞、キャンパスナイターズ1期生、日産ミス・フェアレディ。
兵庫県出身。日本大学芸術学部音楽学科ピアノコース卒業。身長：170cm、血液型：A型。趣味はラグビー観戦、珠算。

## 出演

### テレビ番組
- ミスキャンナイトフジ (仮)（フジテレビ、2008年12月23日） - ミスキャンナイターズ
- Miss of Miss Campus Queen Contest 2008（フジテレビ、2009年1月5日） - ファイナリスト
- キャンパスナイトフジ（フジテレビ、2009年4月 - 6月19日） - キャンパスナイターズ

## モデル活動

### 雑誌
- 週刊プレイボーイ（集英社）
- FINEBOYS（日之出出版）
- 週刊文春（文藝春秋）
- FLASH（光文社）
- CanCam（小学館）
- 美女暦（マガジンハウス）

## その他
- 第3回「So-net Campus Style 大学生ミスコンテストWeb投票」第1位[2]（2008年）